# Edith Hamilton
Edith Hamilton (12 de agosto de 1867 - 31 de maio de 1963) foi uma historiadora norte-americana.

## Vida
Foi uma educadora americana e autora internacionalmente conhecida. Graduada pelo Bryn Mawr College, ela também estudou na Alemanha na Universidade de Leipzig e na Universidade de Munique. Hamilton começou sua carreira como educadora e diretora da Bryn Mawr School, uma escola particular preparatória para meninas em Baltimore, Maryland; no entanto, Hamilton é mais conhecida por seus ensaios e livros best-sellers sobre as antigas civilizações grega e romana.
A segunda carreira de Hamilton como autora começou após sua aposentadoria da Bryn Mawr School em 1922. Ela tinha 62 anos quando seu primeiro livro, The Greek Way, foi publicado em 1930. Foi um sucesso imediato e uma seleção destacada pelos Book-of-the-Month Club em 1957. Outras obras notáveis de Hamilton incluem The Roman Way (1932), The Prophets of Israel (1936), Mythology (1942) e The Echo of Greece (1957).
Os críticos aclamam os livros de Hamilton por suas interpretações animadas de culturas antigas, e ela é descrita como a erudita clássica que "trouxe um foco claro e brilhante à Idade de Ouro da vida e do pensamento grego ... com poder homérico e simplicidade em seu estilo de escrever". Dizem que suas obras influenciam vidas modernas por meio de uma "compreensão do refúgio e da força no passado" para aqueles "no conturbado presente". A irmã mais nova de Hamilton foi Alice Hamilton, uma especialista em toxicologia industrial e a primeira mulher nomeada para o corpo docente da Universidade de Harvard.

## Obras
- The Greek Way (1930)
- The Roman Way (1932)
- The Prophets of Israel (1936)
- Three Greek Plays (1937)
- Mythology: Timeless Tales of Gods and Heroes (1942)
- The Great Age of Greek Literature (1942)
- Witness to the Truth: Christ and His Interpreters (1948)
- Spokesmen for God (1949)
- The Echo of Greece (1957)
- The Collected Dialogues of Plato, Including the Letters (1961), editado por Edith Hamilton e Huntington Cairns[7]
- The Ever Present Past (1964), collected essays and reviews